# Kisbetű-nagybetű érzékenység
A kis- és nagybetűket tartalmazó szövegek egyik tulajdonsága a kisbetű-nagybetű érzékenység (case sensitivity); tehát, hogy a szöveg jelentése megváltozik-e a benne található szavak kis-, illetve nagybetűs írásától. A nagy kezdőbetűs vagy csupa nagybetűs szavak mást jelenthetnek, mint ha ugyanazt a szót csupa kisbetűvel írnák le: „kim” (kicsodám), „Kim” (személynév), „KIM” (Közigazgatási és Igazságügyi Minisztérium).
A kifejezés ellentétes értelmű párja a kisbetű-nagybetű érzéketlenség (case insensitivity).

## Informatikában
A számítástechnikában kisbetű-nagybetű érzékenységre példák:
- felhasználónevek (néha igen, néha nem)
- jelszavak
- fájlnevek (lásd lentebb)
- címkék
- parancsok, azok kapcsolói
- változónevek
- keresés stringekre elektronikus szövegben

Egyes programozási nyelvek változónevei érzékenyek a kis- és nagybetűkre (Java, C++, C#, C, Verilog, Ruby és XML). Mások kisbetű-nagybetű érzéketlenek, mint a legtöbb BASIC-variáns (egy kivétel a  BBC BASIC), a Fortran, az SQL vagy a Pascal. Más programozási nyelvekben, mint a Go, a Haskell vagy a Prolog egy-egy azonosító kis- vagy nagybetűs írásmódja szemantikai információt is hordoz.
A kisbetű-nagybetű érzéketlen műveletek úgy tekinthetők, hogy betűegységesítést (case folding) végeznek; az angol kifejezés arra utal, mintha a kódtáblát úgy hajtanánk össze, hogy a kis- és a nagybetűk egybeessenek. Az összetörésre utaló smash case kifejezést inkább akkor használják, ha a betűegységesítés műveletét hátrányosnak tekintik az információ elveszése miatt.
A unixos fájlrendszerekben a fájlnevek általában kisbetű-nagybetű érzékenyek. A korábbi windowsos fájlrendszerek (VFAT, FAT32) – a rövid fájlnevek problémakörétől most eltekintve – nem kisbetű-nagybetű érzékenyek (nem létezhet ugyanabban a könyvtárban readme.txt és Readme.txt), de kisbetű-nagybetű megtartók (case preserving), tehát emlékeznek rá, hogy hol állt a fájlnévben kisbetű és hol nagybetű. Az eredeti FAT12/FAT16 fájlrendszer kisbetű-nagybetű érzéketlen volt. Az újabb fájlrendszereik, mint az NTFS már kisbetű-nagybetű érzékenyek, így tehát maga a fájlrendszer lehetővé tenné, hogy ugyanabban a mappában egy readme.txt és egy Readme.txt is jelen legyen. A Windows eszközei azonban nem teszik lehetővé a csak nagybetűs-kisbetűs írásmódban eltérő fájlok létrehozását.
|                  | K/N érzékeny                                        | K/N érzéketlen                                                                       |
| K/N megtartó     | UFS, ext3, HFS Plus (opcionális), NTFS (unix alatt) | VFAT, FAT32, gyakorlatilag minden esetben hosszúfájlnév-támogatással, NTFS, HFS Plus |
| nem K/N megtartó | Értelmetlen                                         | FAT12, FAT16 hosszúfájlnév-támogatás nélkül használva                                |

## Fordítás
- Ez a szócikk részben vagy egészben a Case sensitivity című angol Wikipédia-szócikk ezen változatának fordításán alapul.  Az eredeti cikk szerkesztőit annak laptörténete sorolja fel. Ez a jelzés csupán a megfogalmazás eredetét és a szerzői jogokat jelzi, nem szolgál a cikkben szereplő információk forrásmegjelöléseként.